# Pasul Pașcanu
Pasul Pașcanu este o trecătoare secundară din Carpații Orientali situată la 1250 m altitudine care traversează Obcina Feredeului și leagă văile Moldovei și Moldoviței, respectiv comunele Breaza și Moldovița.
În mod eronat, în unele surse Pasul Pașcanu este confundat uneori cu Pasul Curmătura Boului (trei Movile), situat mai spre sud-est, tot în Obcina Feredeului, dar pe DN17A.

## Date geografice
Trecătoarea este situată pe culmea dintre vârfurile Pașcanu (1479 m altitudine, spre nord) și Măgura (1358 m altitudine, spre sud), între localitățile Breaza (aflată la sud-vest) și Demacușa (aflată la nord-est).
Drumul care traversează pasul este nemodernizat și nu este încadrat ca drum public.
Cele mai apropiate stații de cale ferată sunt la Pojorâta, respectiv la Moldovița, pe liniile secundare 502 respectiv 514.
Cel mai apropiat aeroport se află la Suceava.
În apropiere se află pasurile Pasul Mestecăniș – spre sud, Curmătura Boului – spre sud-est, Ciumârna – spre nord-est și pasurile Cîrlibaba, Pohoniș și Izvor –spre nord-vest.

## Obiective turistice de interes situate în apropiere
- Cheile Lucavei
- Mănăstirea Moldovița
- Tinovul Găina - Lucina
- Rezervația Răchitișul Mare

Ceva mai departe se află:
- Cheile Tătarcei
- Piatra Țibăului